# Diktys (mytologie)
Diktys (latinsky Dictys) byl v řecké mytologii bratr serifského krále Polydekta, po němž se sám stal králem.
Byl vášnivým rybářem a tak jednoho dne vylovil z moře velkou truhlici a v ní nalezl polomrtvou ženu a nemluvně. Byla to Danaé, dcera argejského krále Akrisia a její synáček Perseus. Král je zavrhl, protože Danaé byla svedena nejvyšším bohem Diem a porodila mu dítě jako jeho milenka.
Danaé i dítě získali útočiště na Serifu, přesto tam však nebyli v bezpečí. Pobývali tam léta, Danaé se ocitla v nebezpečí, Perseus odešel do světa splnit těžký úkol a když se vrátil s hlavou Medúsy, ukázal ji králi Polydektovi a jeho opilým kumpánům a všichni zkameněli.
Perseus poté předal vládu nad ostrovem královu bratru Diktyovi a se svou matkou se vrátili zpět na rodný Argos, kde se stal Perseus také králem.